# Catàleg de les naus

Grècia homèrica

El Catàleg de les naus és el nom amb què es coneix un passatge de la Ilíada, d'Homer (Cant II, línies 480-760) que enumera els contingents de l'exèrcit aqueu i els seus cabdills més importants, el nombre de naus que cada un aportava a l'empresa i els indrets que senyorejava a Grècia.

## Catàleg
S'hi enumeren vint-i-nou contingents atacants considerats una unitat geogràfica i política. El nombre total de naus és de mil cent vuitanta-sis, procedents de cent setanta-vuit punts geogràfics. Aristarc, al segle ii aC, calculà que el nombre d'aqueus participants devia ser, atenint-se a aquest catàleg, superior als cent vint mil.
| Línia | Etnònim                      | Ciutats | Nombre de naus                                             | Comandants                                              |
| ----- | ---------------------------- | --- | ---------------------------------------------------------- | ------------------------------------------------------- |
| 2.494 | Beocis                       | Híria, Àulida, Esquenos, Escolos, Eteonos, Tèspies, Grea, Micalessos, Harma, Ilesi, Eritres, Eleó, Hile, Peteó, Ocàlea, Medeó, Copes, Eutresis, Tisbe, Coronea, Haliart, Platea, Glisant, Hipotebes, Onquest, Arne, Midea, Nisa, Antèdon | 50 (amb 120 homes cada una)                                | Penèleos, Leitos, Arcesilau, Protoènor i Cloni          |
| 2.511 | Els habitants d'             | Aspledon, Orcòmenos | 30                                                         | Ascàlaf, Ialmen                                         |
| 2.517 | Focis                        | Ciparíssia, Pitó, Crissa, Daulis, Panope, Anemoria, Hiàmpolis, riu Cefís, Lilea | 40                                                         | Esquedi, Epístrof                                       |
| 2.527 | Locris                       | Cinos, Opunt, Cal·líaros, Bessa, Escarfea, Augies, Tarfe, Trònion | 40                                                         | Aiant, el fill d'Oileu                                  |
| 2.537 | Els pobladors d'             | Eubea (abants), Calcis, Erètria, Histiea, Cerint, Díon, Carist, Estira | 40                                                         | Elefènor                                                |
| 2.546 | Els habitants d'             | Atenes | 50                                                         | Menesteu                                                |
| 2.557 | [sense nom]                  | Salamina | 12                                                         | Aiant                                                   |
| 2.559 | Els pobladors d'             | Argos, Tirint, Hermíona, Àsine, Trezè, Eíones, Epidaure, Egina, Mases | 80                                                         | Diomedes, en segon lloc Estènel i en tercer lloc Euríal |
| 2.569 | Els pobladors de             | Micenes, Corint, Cleones, Òrnees, Aretírea, Sició, Hiperèsia, Gonoessa, Pel·lene, Ègion, Egíal, Hèlice | 100                                                        | Agamèmnon                                               |
| 2.581 | Els homes de                 | Faris, Esparta, Messa, Brisees, Augies, Amicles, Helos, Las, Etilos | 60                                                         | Menelau                                                 |
| 2.592 | Els habitants de             | Pilos, Arena, Tríon, Epi, Ciparisseent, Amfigenia, Ptelèon, Helos, Dòrion | 90                                                         | Nèstor                                                  |
| 2.603 | Pobladors d'Arcàdia          | Cil·lene (muntanya), Fèneos, Orcomen, Ripa, Estràcia, Enispe, Tègea, Mantinea, Estimfal, Parràsia | 60                                                         | Agapènor                                                |
| 2.615 | Epeus de l'Èlida             | Bupràsion i les ciutats elees d'Hirmine, Mírsinos, Olènia, Aleísion | 40                                                         | Amfímac, Talpi, Diores, Polixen                         |
| 2.624 | [sense nom]                  | Dulíquion, illes Equínades | 40                                                         | Meges                                                   |
| 2.631 | Cefal·lenis                  | Ítaca, Nèrit, Crocilea, Egílipe, Zacint, Samos | 12                                                         | Odisseu                                                 |
| 2.638 | Etolis                       | Pleuró, Òlenos, Pilene, Calcis, Calidó | 40                                                         | Toant                                                   |
| 2.645 | Cretencs                     | Cnossos, Gortina, Lictos, Milet, Licastos, Festos, Rícion, i l'altra gent que poblava pertot l'illa de Creta, d'un centenar de ciutats                                                                                                   | 80                                                         | Idomeneu, Meríones                                      |
| 2.653 | Rodis                        | Lindos, Ialisos, Camiros | 9                                                          | Tlepòlem                                                |
| 2.671 | [sense nom]                  | Sime | 3                                                          | Nireu                                                   |
| 2.676 | [sense nom]                  | Nisir, Cràpat, Casos, Cos, illes Calidnes | 30                                                         | Fidip, Àntif                                            |
| 2.681 | Mirmídons, hel·lens i aqueus | Argos de Tessàlia, Halos, Àlope, Traquis, Ftia | 50                                                         | Aquil·leu                                               |
| 2.695 | [sense nom]                  | Fílace, Pírasos, Ítonos, Antró, Ptèleon | 40                                                         | Protesilau, i posteriorment Podarces                    |
| 2.711 | [sense nom]                  | Feres, Bebe, Glàfires, Iolcos | 11                                                         | Eumel                                                   |
| 2.716 | [sense nom]                  | Metone, Taumàcia, Melibea, Olizó | 7, amb cinquanta remers cadascuna, tots ells també arquers | Filoctetes, i posteriorment Medont                      |
| 2.729 | [sense nom]                  | Trica, Itome, Ecàlia | 30                                                         | Podaliri, Macàon, dos fills d'Asclepi                   |
| 2.734 | [sense nom]                  | Ormènion, font Hiperea, Astèrion, Títan | 40                                                         | Eurípil                                                 |
| 2.738 | [sense nom]                  | Argissa, Girton, Orte, Elone, Oloòsson | 40                                                         | Polipetes, Leonteu                                      |
| 2.748 | Enians, perrebesos           | Cifos, ribes del riu Titaresi | 22                                                         | Guneu                                                   |
| 2.756 | Magnesis                     | Voltants del riu Peneu i del mont Pèlion | 40                                                         | Pròtoüs                                                 |

## Influència literària
Una de les referències contingudes al catàleg de les naus, la relativa a la ciutat d'Àsine, va donar peu a un dels poemes més destacats de la poesia neogrega, El rei d'Àsine, de Iorgos Seferis. A partir del passatge iliàdic «aquells qui posseïen Argos i Tirint ben murada, Hermíona i Àsine, davant del golf profund», Seferis, en el seu poema fa una evocació del rei d'Àsine i del seu reialme, tots dos oblidats, enfonsats.